# Степкіни
Сте́пкіни (рос. Степкины) — присілок у складі Слободського району Кіровської області, Росія. Входить до складу Денисовського сільського поселення.
Населення становить 2 особи (2010, 1 у 2002).
Національний склад станом на 2002 рік — росіяни 100 %.